# Maastrichter Brugstraat
De Maastrichter Brugstraat is een straat in het centrum van de Nederlandse stad Maastricht. De Maastrichter Brugstraat is genoemd naar de nabije brug, de Sint Servaasbrug; op de andere Maasoever, in Wyck, ligt de Wycker Brugstraat. De straat is onderdeel van de hoofdroute tussen Station Maastricht en het Vrijthof en is een belangrijke winkelstraat in het voetgangersgebied van Maastricht.

## Geschiedenis

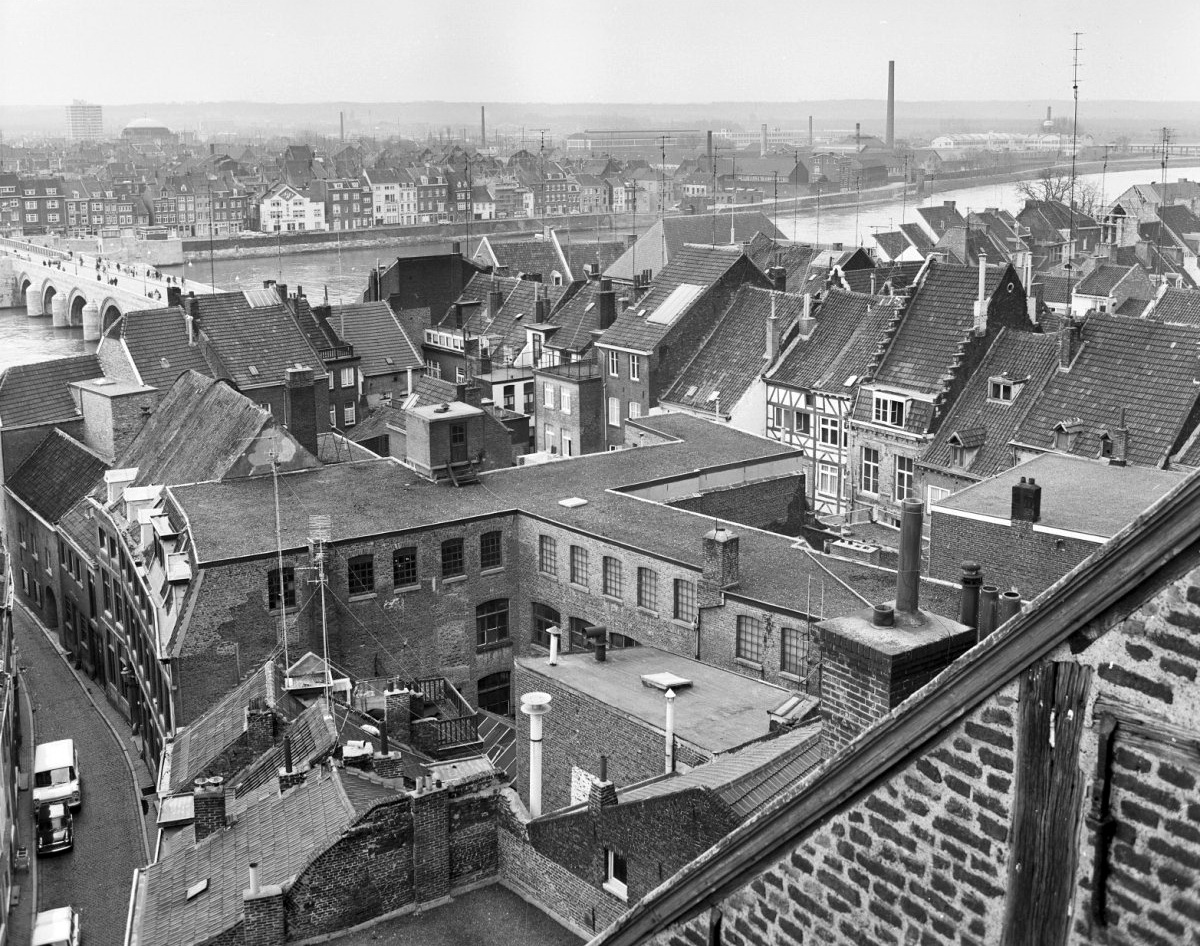
Gezicht vanaf het Dinghuis op de Maastrichter Brugstraat met achtergevels in vakwerk, trapgevels en hoge daken

Door archeologisch onderzoek is vastgesteld dat het tracé van de Romeinse hoofdweg, tegenwoordig meestal aangeduid als Via Belgica, iets ten westen van de huidige route Wolfstraat-Kersenmarkt-Kleine Staat liep, en dus het gebied van de huidige Maastrichter Brugstraat doorsneed. Opgravingen hebben aangetoond dat hier, ten noorden van de nederzettingskern die vlak bij de Romeinse brug van Maastricht lag, al in de 1e eeuw na Chr. gewoond en gewerkt werd. De opgravingen bevestigen het beeld van Romeins Maastricht als een bescheiden provinciaal-Romeinse nederzetting, bestaande uit een kern van stenen gebouwen (het latere castrum bij de brug), een grote begraafplaats (op het Vrijthof) en daar tussenin langgerekte, op de weg georiënteerde percelen met gebouwen van hout en leem.
Wanneer en hoe de Brugstraat is ontstaan, is niet bekend. Lange tijd werd aangenomen dat de Romeinse brug, die circa 200 m zuidelijker lag, tot 1275 standhield. Waarschijnlijker is echter dat de in dat jaar ingestorte brug een (vroeg)middeleeuwse opvolger van de Romeinse brug was, die op dezelfde locatie als de huidige Sint Servaasbrug lag. Duidelijk is dat door de bouw van een brug op deze locatie, de aansluitende straten enorm in betekenis moeten zijn toegenomen. De toegang tot de brug werd aan de Maastrichtse kant beschermd door de Schuttenpoort, die waarschijnlijk omstreeks 1640 werd afgebroken. Vlak bij de brug, aan de Vissersmaas, is nog een zeer oude muur van kolenzandsteen te zien; wellicht een overblijfsel van een middeleeuwse woontoren of donjon. Aan de kant van de Kersenmarkt stond een andere woontoren, de Gosewijnstoren (of Gosmarstoren).

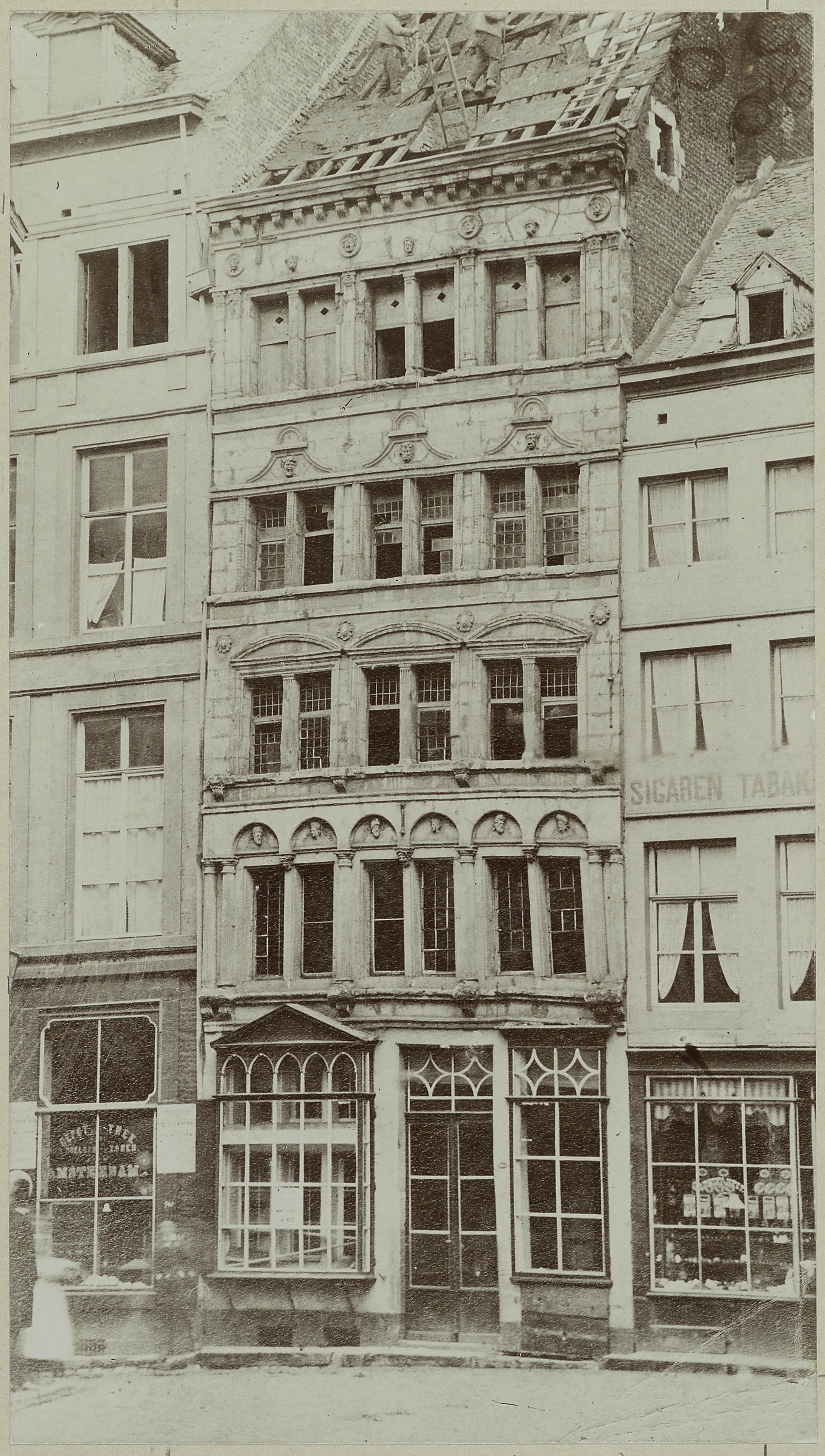
Gesloopte straatwand met Stenen Huis, ca. 1875

In de middeleeuwen lag op de plek waar Maastrichter Brugstraat, Maastrichter Smedenstraat, Havenstraat, Wolfstraat, Achter het Vleeshuis en Kleine Staat samenkwamen, de Kersenmarkt, thans een bescheiden straat, toen nog een ruim plein. De zuidwestelijke wand van de Maastrichter Brugstraat en de noordwestelijke wand van de Maastrichter Smedenstraat bestonden nog niet en vormden onderdeel van het plein. Midden op de Kersenmarkt stond het eerste stadhuis van Maastricht, waar tot circa 1377 bestuur en rechtspraak zetelden. In de loop van de 14e eeuw verhuisde het stadsbestuur naar een nieuw onderkomen in de Grote Staat (het huis "De Lanscroon" in de toenmalige Sint-Jorisstraat). Nog iets later vestigde de stedelijke rechtbank zich in het Dinghuis aan de Kleine Staat.
Op de hoek van de Brugstraat en de Bokstraat (thans Kesselskade) lag de Sint-Evergisluskapel, een van de dertien kerspel- of wijkkapellen van Maastricht, die in de middeleeuwen een deel van de taken van de vier parochiekerken overgenomen hadden. De kapel was toegewijd aan de heilige Evergislus, een van de 21 heilige bisschoppen van Maastricht. De Sint-Evergisluskapel was onderhorig aan het kapittel van de Onze-Lieve-Vrouwekerk. De kapel raakte in de 16e eeuw in onbruik, deed nog even dienst als opslagplaats voor het garnizoen (o.a. 7000 schoppen en spaden) en werd omstreeks 1652 (1691?) afgebroken. Een 18e-eeuwse gevelsteen aan het pand Maastrichter Brugstraat 8 herinnert aan de kapel. In de collectie van het Bonnefantenmuseum bevindt zich een romaans kussenkapiteel, dat van deze kapel afkomstig heet te zijn. Het werd in 1918 gevonden bij bouwwerkzaamheden aan de Maastrichter Brugstraat, samen met andere bouwrestanten van de kapel.
De Maastrichter Brugstraat was een levendige straat met veel bedrijvigheid. Waarschijnlijk waren er diverse 'leuben' gevestigd, onder andere in het Steynenhuys (Stenen Huis, met zeer fraaie renaissancegevel). In Maastricht bestonden geen gilden maar ambachten. De 23 Maastrichtse ambachten hadden ook geen gildehuizen, maar leuben (meestal een soort voorkamer of loggia in een gewoon huis).
Met een maximale breedte van 6 meter was de straat te smal voor al het verkeer dat erdoorheen moest. Voor de rijweg was slechts 2m68 beschikbaar, ondanks het feit dat in 1559 was vastgesteld dat de uitstalkasten van de winkels niet meer dan 30 cm mochten uitsteken en de luifels niet meer dan 70 cm. In het midden van de straat was een breder stuk, waar twee wagens konden passeren. Rond 1733 werd een rooilijncorrectie toegepast, maar dit bleek niet voldoende.

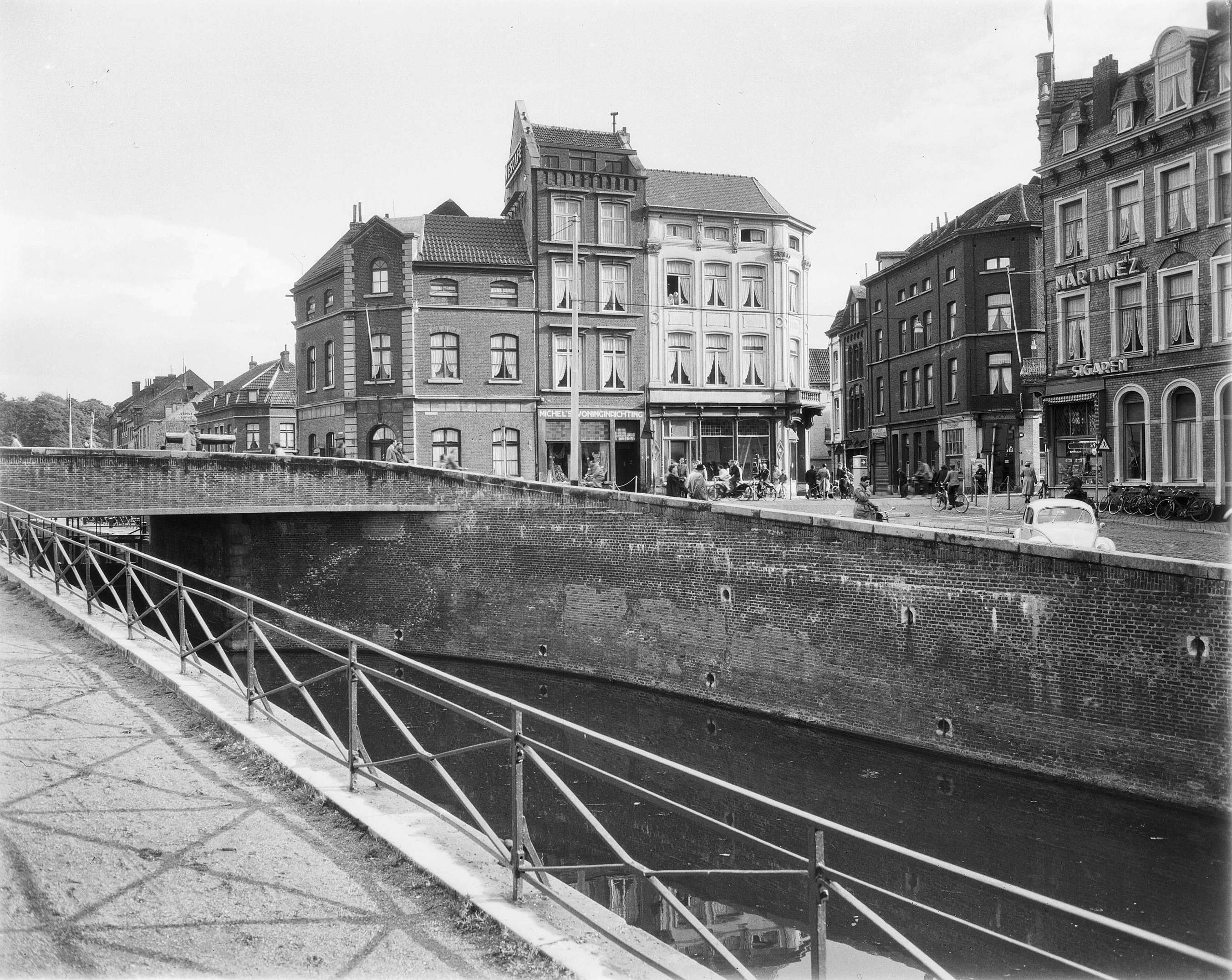
Huizenblok langs het Kanaal Luik-Maastricht in 1954, bij de demping gesloopt

Al vanaf 1825 bestonden er plannen om de Grote Staat een betere aansluiting te geven op de Sint-Servaasbrug. Aanvankelijk werd gedacht aan een nieuwe straat die aansloot op de Jodenstraat, ook al zou daartoe onder meer het middeleeuwse Dinghuis gesloopt moeten worden. Het plan ketste af en in plaats daarvan besloot men in 1864 de Maastrichter Brugstraat te verbreden. Pas na toepassing van de Onteigeningswet kwam er schot in de zaak. In 1874 werd het eerste huis op de hoek van de Kleine Stokstraat afgebroken. In 1878 was de gehele zuidwand afgebroken, inclusief het monumentale Stenen Huis. Enkele jaren later was de straatwand alweer gedicht. Tussen 1847 en 1850 werd het Nederlandse traject van het Kanaal Luik-Maastricht aangelegd, waarvoor enkele huizenblokken tussen de Maas en de parallel daaraan lopende Bokstraat werden gesloopt. Vanaf de Maastrichter Brugstraat moest men nu eerst de kanaalbrug over om op de Maasbrug te komen.
Na de Franse tijd veranderde het karakter van de centrumstraten geleidelijk, ook van de Maastrichter Brugstraat. Door de opheffing van de ambachten verdwenen de leuben uit het straatbeeld. In de loop van de 19e eeuw vertrokken kleine bedrijven en handwerkslieden (zoals zilversmeden, kleermakers en schoenmakers). Ervoor in de plaats kwamen steeds meer winkels, vanaf begin 20e eeuw ook filialen van grootwinkelbedrijven. De laatste jaren hebben vrijwel alle lokale winkels plaats gemaakt voor winkelketens en franchise-ondernemingen. Enkele bekende, verdwenen zaken zijn: Witte Ballons (café), Albert Heijn (levensmiddelen), Jaspers-Vossen (slager), Bensdorp (chocolaterie), Maison Florop (wijnhandel en delicatessen), Sigarenmagazijn Cuba, 't Piepenhoes (tabakszaak), Jef Delnoy (drogist), Palthe (stomerij), Voss, Pelterijen, Bessem (damesmode), Zilversmit (hoeden), Maison Weijenberg (bontzaak), Mulkens-Martens (schoenen), Schreuder (lederwaren) en het VVV-kantoor.
Van 1896 tot 1902 reed een gemeentelijk gastram door de Maastrichter Brugstraat. Wegens slechte prestaties werd deze in 1903 vervangen door een paardentram. De Maastrichtsche Tram verzorgde tot 1914 het openbaar vervoer tussen het Wycker stationsgebied en de Boschstraat, via Vrijthof en Markt. Vanaf 1918 nam Stadsbus Maastricht die taak over. Van 1963 tot 1967 werd het kanaal naar Luik gedempt. Het tracé werd benut voor de aanleg van een verkeersweg langs de Maas, de Maasboulevard, waarbij een huizenblok aan de Maastrichter Brugstraat werd gesloopt. Midden jaren zeventig werd de straat voetgangersgebied. Begin 21e eeuw is het gehele kernwinkelgebied van Maastricht gerenoveerd, waarbij ook de bestrating, het straatmeubilair en de straatverlichting in de Maastrichter Brugstraat zijn vernieuwd.

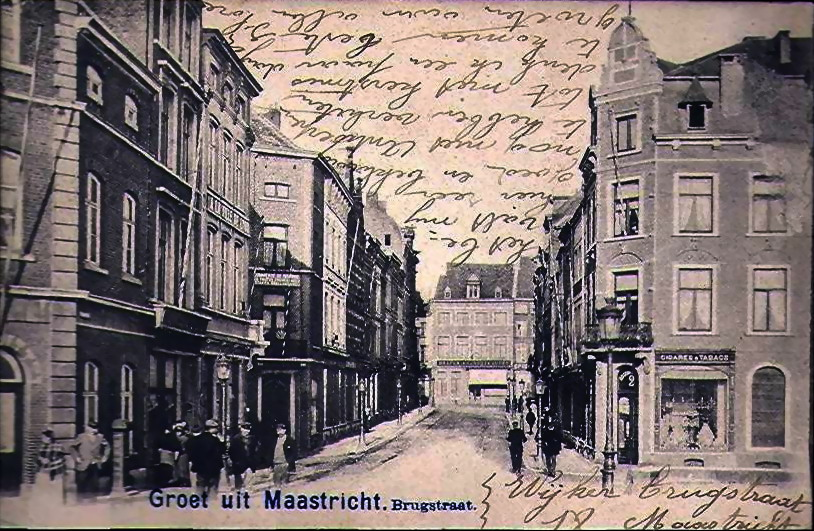
Straatbeeld, ca. 1900
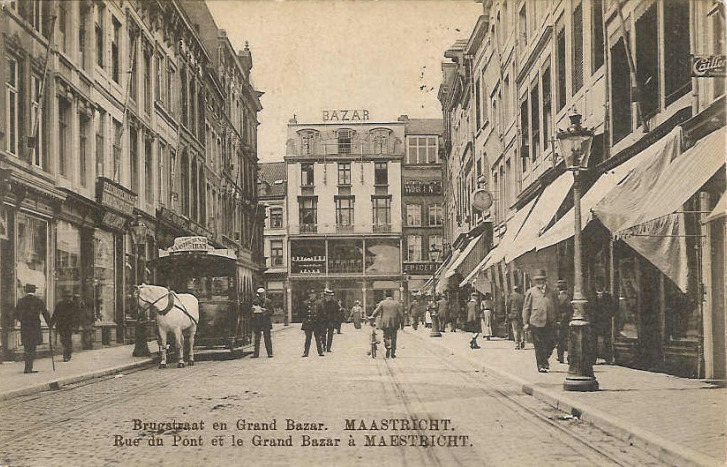
Met paardentram, ca. 1910
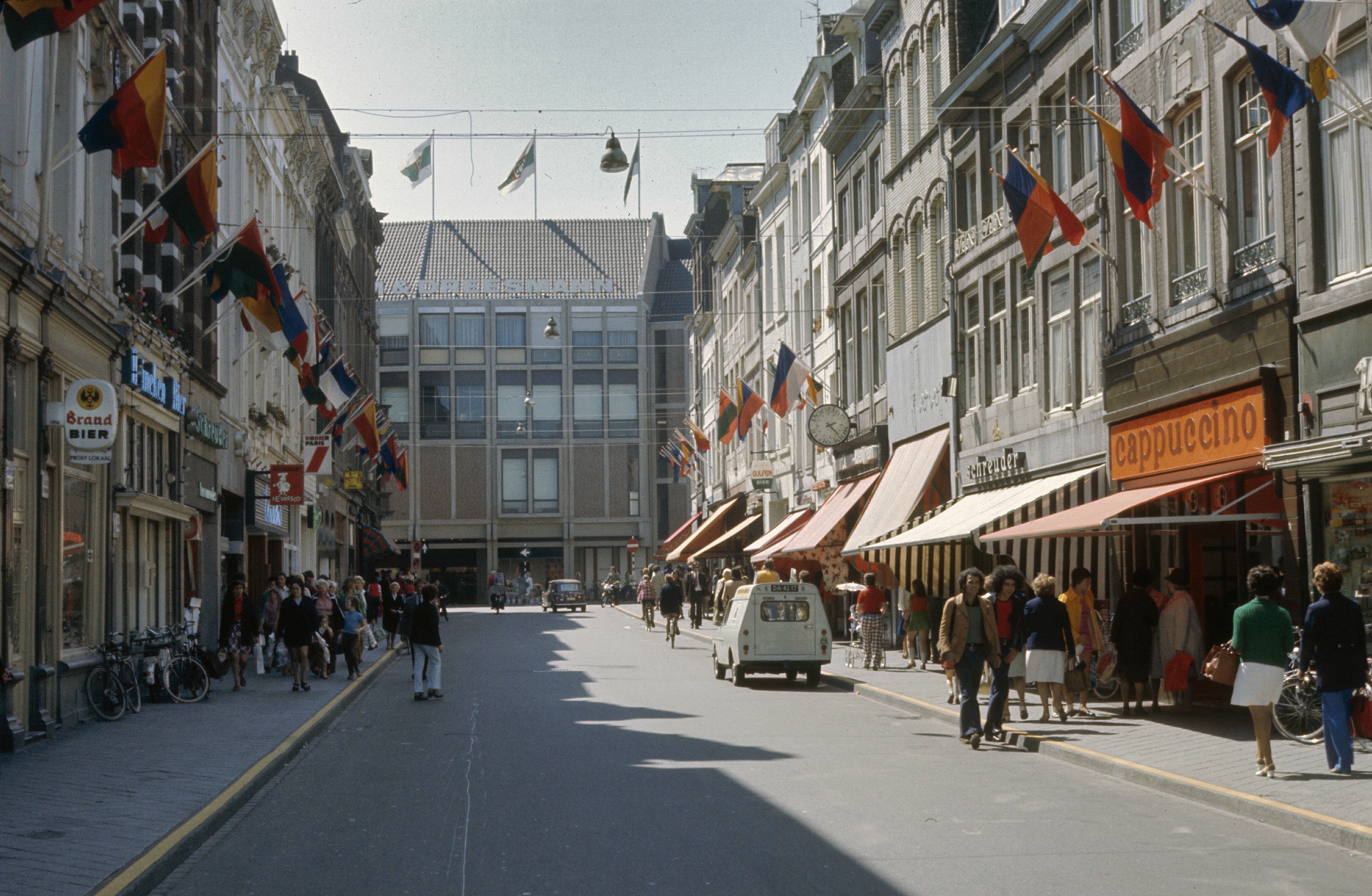
Voor de herinrichting, 1972
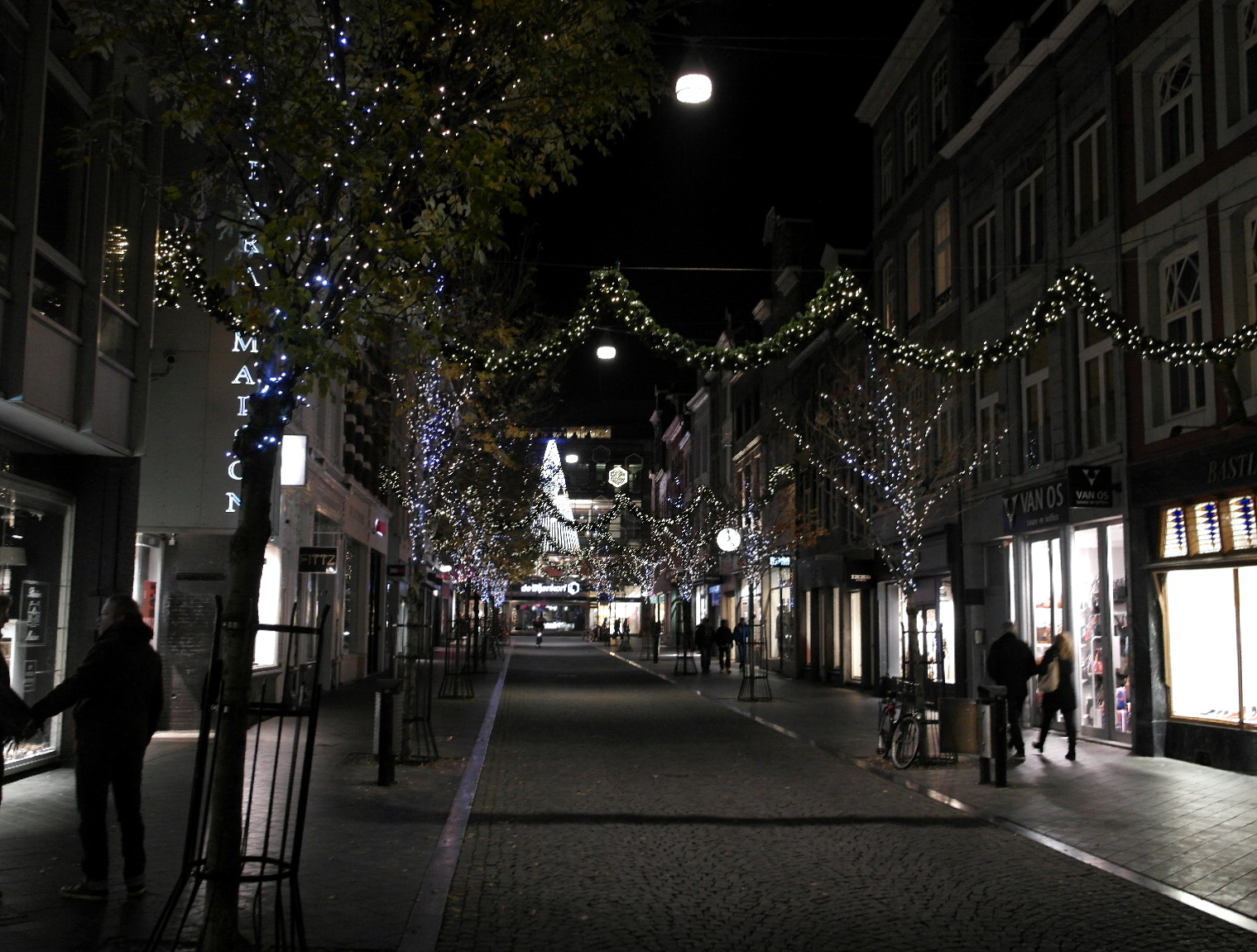
Met kerstverlichting, 2014

## Bezienswaardigheden

### Rijksmonumenten, gevelstenen
Hoewel de Maastrichter Brugstraat slechts 95 meter lang is en de gehele zuidelijke straatwand eind 19e eeuw vervangen werd door 'nieuwbouw', liggen er 14 rijksmonumenten. De huizen zijn over het algemeen vrij hoog. Gezien vanaf de straat lijken de huizen uit drie of vier bouwlagen te bestaan, maar veel huizen zijn onderkelderd en hebben hoge daken, waaronder soms nog twee of drie extra verdiepingen schuilen. De meeste panden, ook de rijksmonumenten, hebben gemoderniseerde winkelpuien. Daarboven zijn de restanten van 18e- en 19e-eeuwse gevels te zien, vaak met vensteromlijstingen van blauwe hardsteen, in enkele gevallen nog met gevelstenen (nrs. 8, 10, 12 en 26). De huizen aan de noordzijde van de straat bezitten soms nog een oudere kern; bij een aantal zijn vakwerkgevels aan de achterkant te herkennen.
Het huis op nr. 6 dateert uit het derde kwart van de 18e eeuw en heeft een lijstgevel met geblokte verticale dammen en panelen tussen de vensters. De gevel is versierd met een gebeeldhouwde sluitsteen en een festoen in Lodewijk XV-stijl. De gevel van het naastgelegen pand (nr. 8) is voorzien van segmentboogvensters met samengestelde sluitstenen en heeft een gevelsteen uit 1740 met een afbeelding van een kapel (de Sint-Evergisluskapel?) en de tekst In Het Kerkxken. Maastrichter Brugstraat 12 en 16 zijn vroeg-18e-eeuws huizen met lijstgevels geheel van Naamse steen. Het eerste pand bezit een achtergevel van vakwerk; het andere een voorgevel die versierd is met verticale banden en paneelwerk en een dakkapel met voluutconsoles onder de overstekende afdekking.

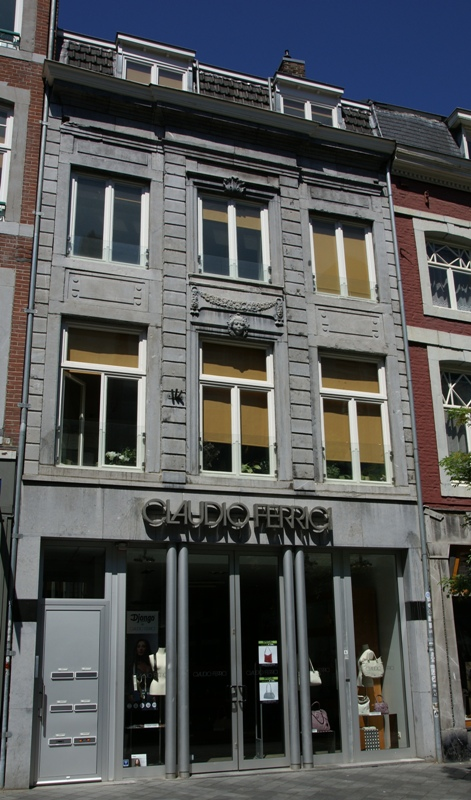
Maastrichter Brugstraat 6
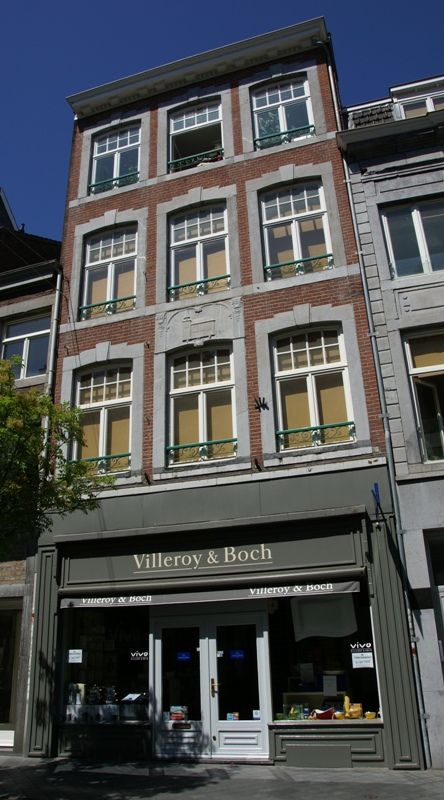
Maastrichter Brugstraat 8
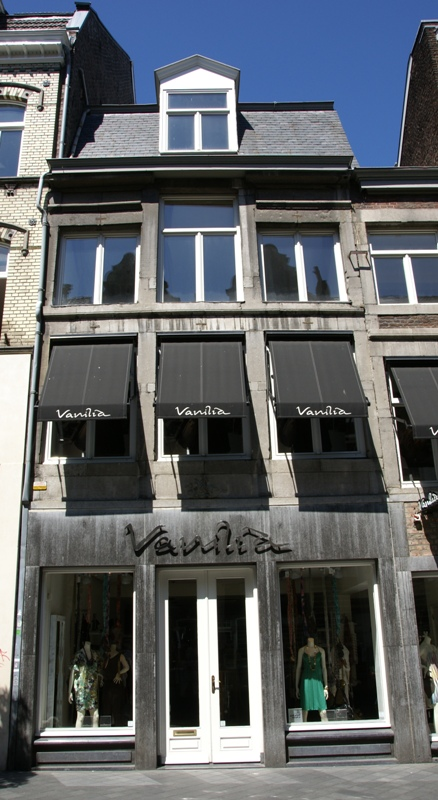
Maastrichter Brugstraat 12
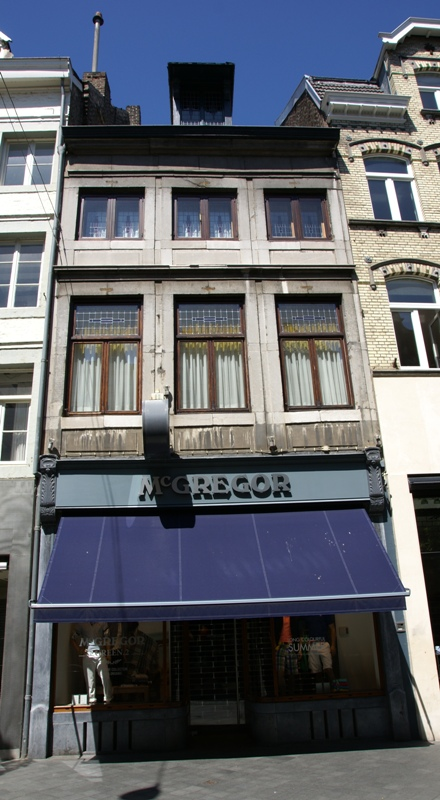
Maastrichter Brugstraat 16

### Overige gebouwen
De zuidwand van de Maastrichter Brugstraat bestaat uit laat-19e-eeuwse gevels met merendeels moderne winkelpuien. De in het oog springende art-nouveau-gevel van de Grand Bazar uit 1908 werd rond 1970 vervangen door een saaie baksteengevel van Vroom & Dreesmann, die in 2003 plaatsmaakte voor de grotendeels glazen pui van De Bijenkorf van architect Kees Rijnboutt. De gevel aan de Kleine Staat en Kersenmarkt ligt precies in de as van de Maastrichter Brugstraat en domineert zo het straatbeeld.
De entree naar de Kleine Stokstraat wordt aan de kant van de Maastrichter Brugstraat gemarkeerd door een modern kantoorpand annex winkelpassage van Gerard Snelder uit 1961. Het pand heeft glazen vliesgevels en aluminium kozijnen. In 1992 restaureerde architect Mathieu Bruls het gebouw op respectvolle wijze en voegde er een bijzondere ingangspartij aan toe.

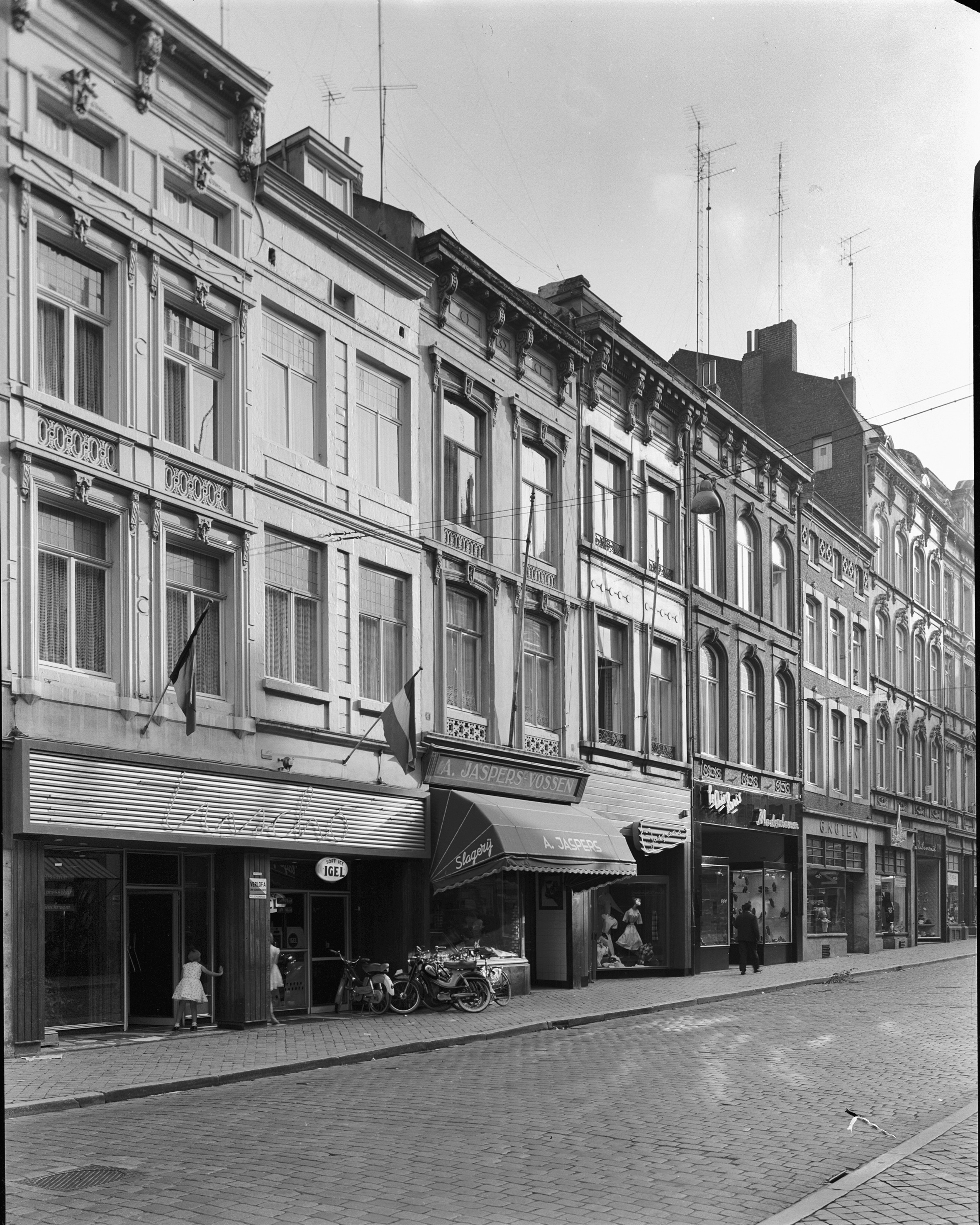
19e-eeuwse straatwand
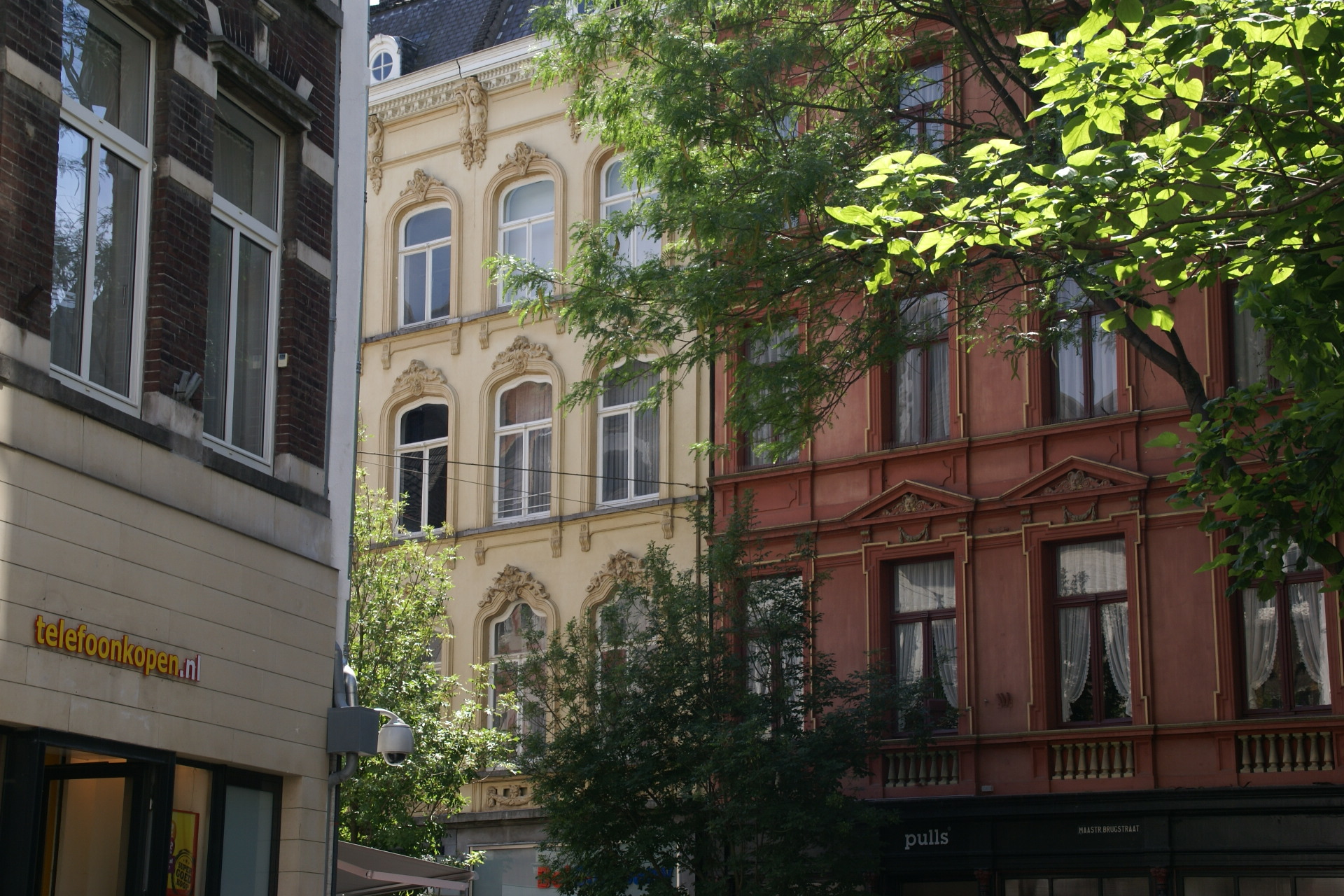
Fin-de-sièclegevels
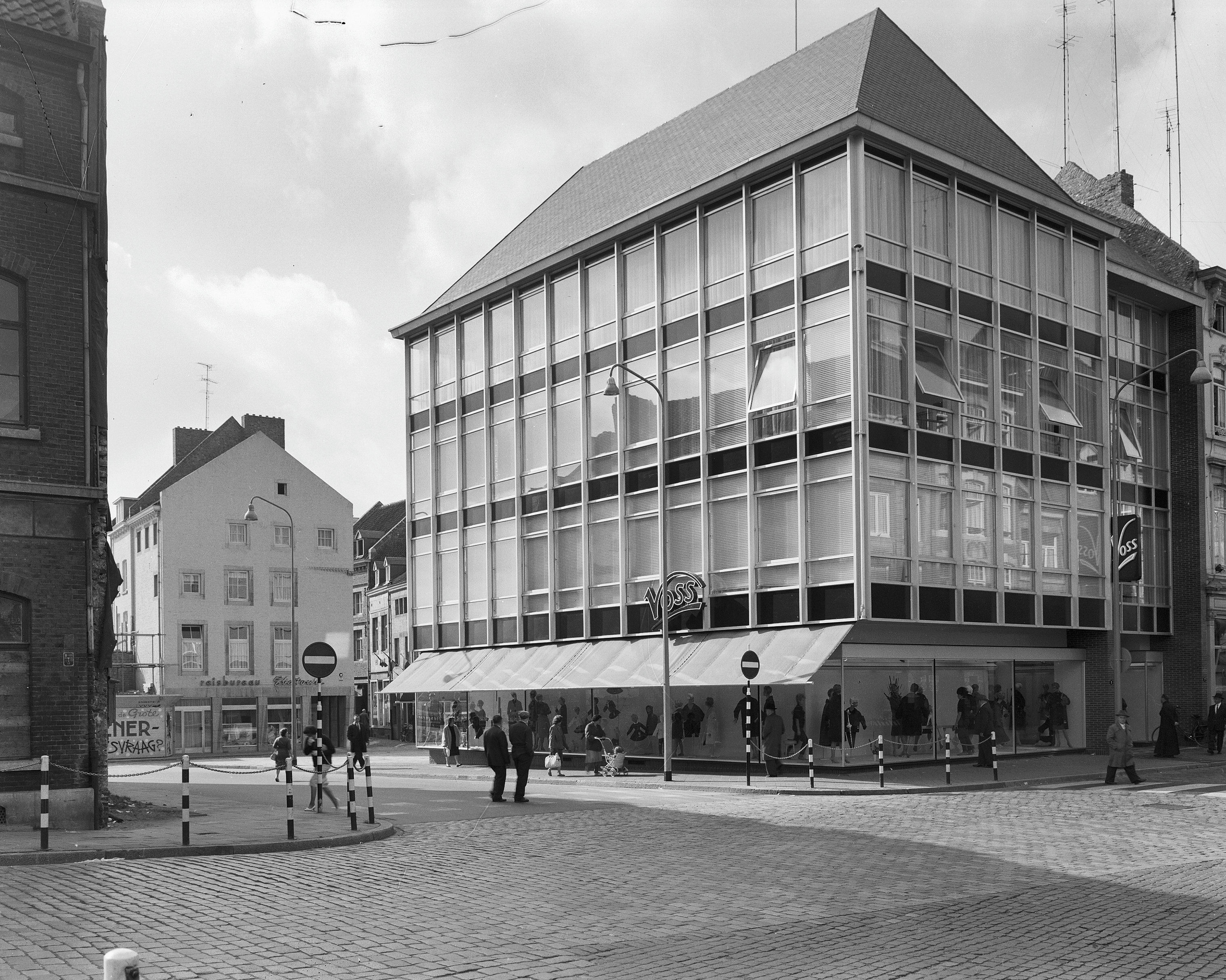
Kantoor-winkelpand
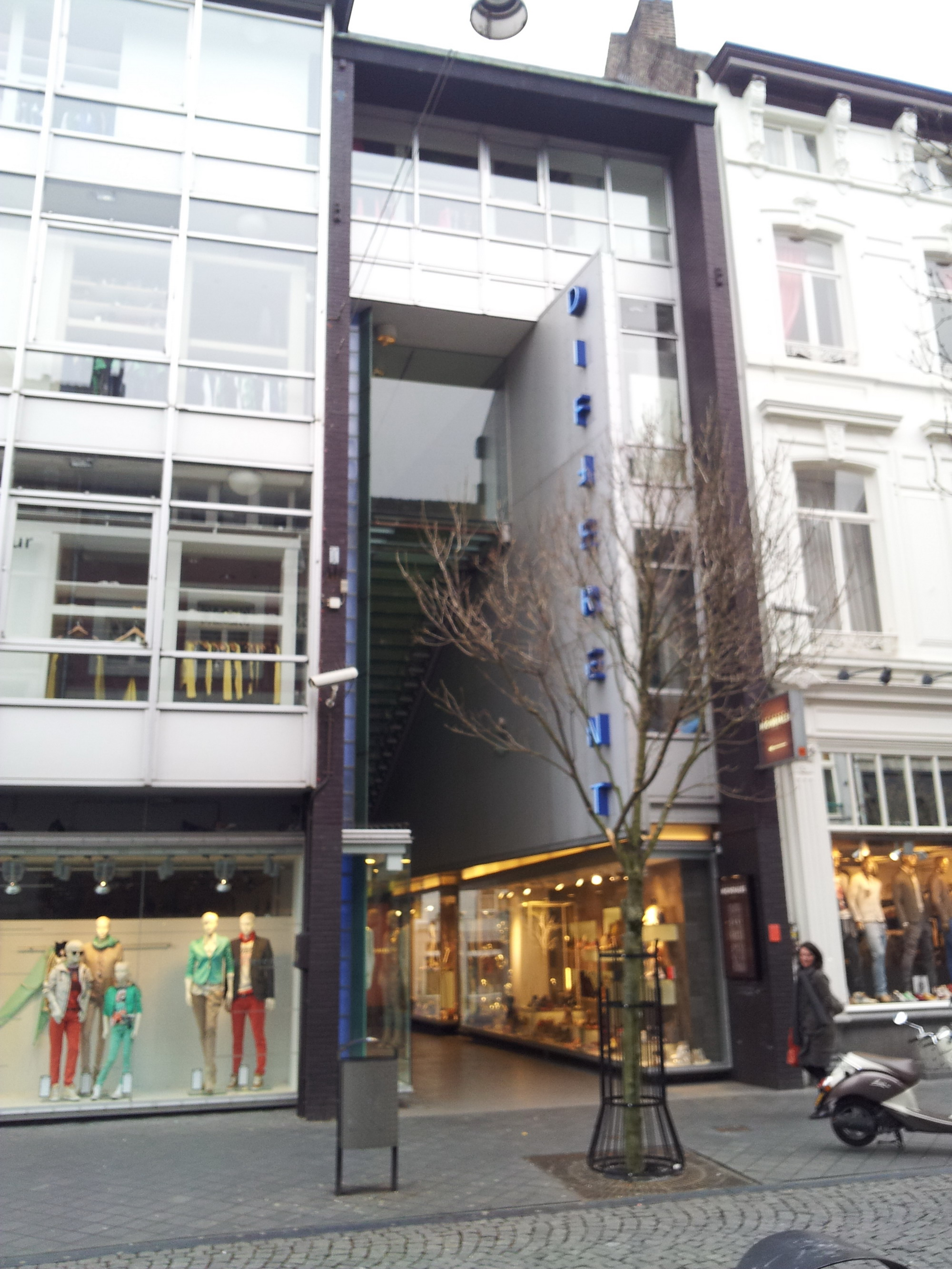
Ingang winkelpassage

## Trivia
- Aan de Maastrichter Brugstraat was begin 20e eeuw de winkel van Charles Grabal (1884-1931) gevestigd, koopman in onder andere wapens, rijwielen en fotoartikelen. Grabal was socialist en gemeenteraadslid voor de Sociaal-Democratische Arbeiderspartij van 1919-1924, een van de weinige gegoede burgers onder de Maastrichtse socialisten.[13]